# Silhouettella usgutra
Espèce
Silhouettella usgutra est une espèce d'araignées aranéomorphes de la famille des Oonopidae.

## Distribution
Cette espèce est endémique de Socotra au Yémen.

## Publication originale
- Saaristo, M. I. & Harten, A. van (2002). The oonopid spiders (Arachnida: Araneae: Oonopidae) of Socotra, Yemen. Fauna of Arabia, vol. 19, p. 311-319.